# Fargo-Moorhead Beez
I Fargo-Moorhead Beez sono stati una franchigia di pallacanestro della IBA e della CBA, con sede a Fargo, in Dakota del Nord, attivi tra il 1995 e il 2002.
Vinsero due titoli nella IBA, nel 1996 e nel 1998. Si unirono alla CBA nel 2001. Fallirono nel 2002, dopo aver perso la finale con i Dakota Wizards.

## Stagioni
| Stagione | Lega | Denominazione       | V  | P  | %    | Piazzamento | Play-off       |
| -------- | ---- | ------------------- | -- | -- | ---- | ----------- | -------------- |
| 1995-96  | IBA  | Fargo-Moorhead Beez | 10 | 14 | 41,7 | 3º          | Campioni       |
| 1996-97  | IBA  | Fargo-Moorhead Beez | 6  | 24 | 20,0 | 6º          | -              |
| 1997-98  | IBA  | Fargo-Moorhead Beez | 24 | 10 | 70,6 | 1º          | Campioni       |
| 1998-99  | IBA  | Fargo-Moorhead Beez | 14 | 20 | 41,2 | 5º          | -              |
| 1999-00  | IBA  | Fargo-Moorhead Beez | 21 | 15 | 58,3 | 2º          | -              |
| 2000-01  | IBA  | Fargo-Moorhead Beez | 15 | 25 | 37,5 | 4º          | -              |
| 2001-02  | CBA  | Fargo-Moorhead Beez | 25 | 15 | 62,5 | 2º          | Semifinale CBA |

## Palmarès
- International Basketball Association: 2

1996, 1998